# Laphria luctuosa
Laphria luctuosa är en tvåvingeart som beskrevs av Macquart 1847. Laphria luctuosa ingår i släktet Laphria och familjen rovflugor.
Artens utbredningsområde är Senegal. Inga underarter finns listade i Catalogue of Life.